# Arumeru (huyện)
Arumeru là một huyện thuộc vùng Arusha, Tanzania. Thủ phủ của huyện Arumeru đóng tại Akheri. Huyện Arumeru có diện tích 2896 ki lô mét vuông. Đến thời điểm điều tra dân số ngày 25 tháng 8 năm 2002, huyện Arumeru có dân số 514651 người.